# Lilla Mörttjärnen (Hällefors socken, Västmanland)
Lilla Mörttjärnen är en sjö i Hällefors kommun i Västmanland och ingår i Norrströms huvudavrinningsområde.